# ナトリウムランプ

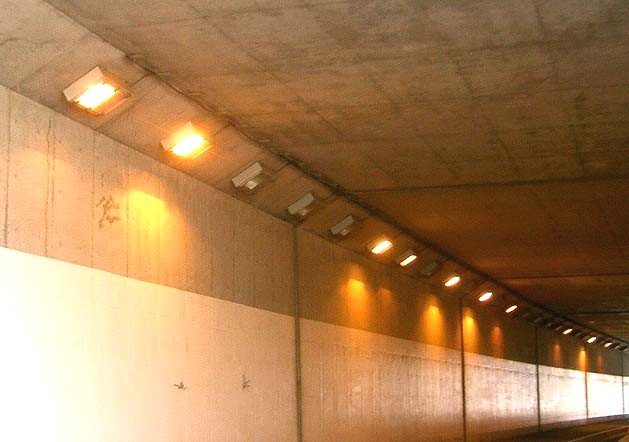
トンネルに設置されたナトリウムランプ

ナトリウムランプ（オランダ語: Natriumlamp、英語: sodium vapor lamp）は、ナトリウム蒸気中のアーク放電による発光を利用したランプのことで、ナトリウム灯（ナトリウムとう）とも呼ばれる。1932年、オランダのギレス・ホルスト Giles Holst によって発明された（同じ年に高圧水銀灯もイギリスで発明されている）。
基本構造は水銀灯と同様で、放電を行う発光管とこれを覆う外管からなっていて、外管内部は真空となっている。これは原理上、高温でナトリウム蒸気を加熱する必要から断熱性を高め熱損失を少なくするためで、光の透過効率をあげ、電極や他の金属部の劣化を防ぐ効果も果たしている。電流-電圧特性も同じ負特性（電流が上昇すると管電圧が低下し、過電流で破損する）なので、リアクタンスとなる安定器を必要とする。
オレンジ色で温かい光が特徴。演色性が悪いものの、白熱灯や蛍光灯よりも長寿命でランプ効率が高いことから、トンネル灯や街路灯として、1960年代から2000年代にかけてよく使われた。初期においては発光成分がナトリウム原子の輝線スペクトル（D線、D1: 589.6 nmとD2: 589.0 nm）のみで極端な単色光だったが、技術的な進展により1980年代には白熱電球に遜色ない光も得られる様になった。
1990年代以後にはさらに性能の高い方式のランプがいくつか登場し、それらに置き替えられる例もあったが、大きな施設では照明設備の更新に莫大な費用と交通規制が必要になることから、ナトリウムランプが製造停止となる2020年代まで古い照明設備が長く使われ続ける例も多かった。
低圧ナトリウムランプは需要の縮小により、2019年をもって製造が終了した。高圧ナトリウムランプに関してもLEDへの置き換えが進んでおり、また水俣条約やRoHS指令など水銀に対する規制も強化されつつあることから、メーカーは次第に販売を縮小している。街路灯などの公共施設で大規模に使われており、代替が困難であることから、RoHSの適用が2027年まで除外されているが、適用除外の延長は想定されておらず、製造終了は2027年と想定されている。

## 種類
封入蒸気圧により、低圧、高圧、高演色高圧の3種類に分類されるほか、形状や特徴の異なるさまざまな製品が販売されている。

### 低圧ナトリウムランプ
最初に開発されたタイプであり、日本での略称はNX（三菱電機はSOX）。ナトリウム蒸気圧は0.5 Paと真空に近く、始動補助用に少量のペニングガス（ネオン＋アルゴン）が封入されている。
実用光源のなかでは最も発光効率が高く、120–180 lm/Wとされる。
一方で、橙黄色（遠くからはオレンジ色に見えるが、近くからは黄色に見える）の単色光であるため、演色性は低く（色の見分けができない）、一般用途の照明には不適である。非常用照明のほか主にトンネルの照明などに用いられた。ただし、これらの用途ではむしろ単色光であることが、1960年代当時は視認性向上などで有利と考えられていた。
- ヒトの網膜は、緑–橙の範囲の光に対し敏感で、視細胞も色より明暗に敏感なので、照明の有効範囲が広くなる
- 微粒子による光の散乱は長波長（赤）ほど小さく、霧や煤塵などが多い空気中の透視性が高くなる
- 波長による屈折率差が原因で生じる色収差が生じにくく、視覚的にコントラストが高まるためはっきり見える
- 紫外線を発しないので蛾などの昆虫が集まらず、汚れにくいのでメンテナンス上有利
- 光害が比較的少ないため、天文台の周辺地域で用いられる

発光管が断熱されているため、寒冷地での使用に耐える。また、瞬時再始動が可能である。
低圧ナトリウムランプ用の安定器は、特殊なピーク進相回路を用いている。安定器の2次電圧が300 Vを超えるため（NX35：320–370 V、NX180：590 V）絶縁変圧器を用いるか、ランプ取り外し時に電源入力が切れる様、インタロック付ソケットを使用している。
日本では、排気ガスが充満したトンネル内で視認性を高める目的から、1970年代以前に開発されたトンネルで主に使われたが、公害対策基本法（1967年）など規制の強化により排気ガス問題が解消された1970年代以後は、演色性などに優れた高圧ナトリウムランプが次第に多く使われるようになっていった。高圧ナトリウムランプよりもさらに優れた他方式のランプが普及した後も古いトンネルでは使われており、特に国道、神奈川県、埼玉県、長野県などの道路に多かった。
2019年3月、全ての国内メーカーが低圧ナトリウムランプの販売を終了（製品はフィリップスのOEMだった）。依然として古いトンネルでは使われているものの、予備ランプの払底をもってLEDに置き替えられる予定。
2019年12月、低圧ナトリウムランプの世界で最後の工場だったフィリップス（シグニファイ、旧フィリップスライティング）のイギリスハミルトン工場における製造が終了。2020年3月をもって低圧ナトリウムランプの販売が終了した。

### 高圧ナトリウムランプ
演色性改善を図るため封入蒸気圧を大幅に引き上げたもので、略称はNH。ナトリウムの蒸気圧は消灯時13 kPa（約0.1気圧）程度である。始動補助ガスとしてキセノンやペニングガス（ネオン＋アルゴン）が使われる。専用安定器で点灯するものと水銀灯安定器（一般型・低始動電流型）で点灯できるものがある。
水銀ランプやメタルハライドランプなどと同じ、HID（高輝度放電）ランプの一種で、1960年にアメリカGE社で開発された。高温高圧のナトリウム蒸気に耐えるため、発光管には石英に替えて特殊なアルミナセラミックが使用されている。
ナトリウムの蒸気圧すなわち濃度を上げる事により、輝線スペクトルが一旦吸収されるなどしてエネルギーが変化し、発光スペクトルの波長域が広がり、橙色がかった黄白色（低圧ナトリウムランプよりオレンジ色がかって見える）の光を放つようになる。
演色性は低圧ナトリウムランプより良好で効率重視型の場合、色温度：2050 K、演色指数Ra：15–25（低圧ナトリウムランプはRa:なし）で、色の判別も可能になるが、発光効率は100–160 lm/Wとやや低下する。それでも水銀ランプと比較して約2倍以上のランプ効率を持つ。
1960年代までは、高天井の工場、倉庫、スポーツ施設の照明や、道路の照明などには蛍光灯ではなく長寿命・高ランプ効率の水銀灯が主に使われていたが、1960年代に発明された高圧ナトリウムランプはこれらの点で水銀灯のスペックを上回ったため、1970年代から1980年代にかけて、水銀灯を置き替える形で広く使われるようになった。また、ガス灯に近い温かな色の発光から、屋外の一般照明、特に古い町並みの観光地などで好んで採用される傾向があるほか、植物の育成用としてメタルハライドランプと組み合わせて使用されていた。
演色改善型は、発光管内のナトリウム蒸気圧を高めて色温度2150 K、Ra:60としたもので、効率重視型に比べて演色性が良くなっている。また、蛍光水銀ランプ（ランプ効率55 lm/W、Ra：40）に比較して演色性・ランプ効率が高いので、省電力と演色性が同時に要求される場所に好適である。
ランプ外管内部に始動ユニット（フィラメントとバイメタル）やグロースタータ（点灯管と抵抗）を内蔵し、ランプ自らが始動に必要なパルス電圧を発生させることで、経済的な水銀灯安定器（一般形・低始動電流形）で点灯できるランプが多い（NH180–NH940が各メーカーで発売されている、100 W以下の水銀灯安定器適合ランプはメーカーによって異なっている）。また、従来の始動ユニットにかえて、電子スタータを内蔵したものもある（岩崎電気FECサンルクスエースなど）。
これら電子式始動器のランプは、従来のランプに比べてパルス発生の位相・電圧が制御されており、電極への負担が少なくなっている。また、ラジオなどに混入する雑音も少なくなっている（ランプ近くのラジオなどへの、パチン、パチン（←始動器動作・パルス発生）、ブーン（←放電開始）の低減）。
水銀灯安定器点灯型高圧ナトリウムランプの始動時の動作（例）
1. 電源投入と同時にランプに200 Vが印加される。その時に、発光管と並列に挿入された始動ユニットのフィラメントが点灯する。
2. 点灯したフィラメントの熱で始動ユニットのバイメタルが作動し、回路を開路する。
3. その瞬間に、安定器から3–4 kV程度のパルスが発生する。発生したパルスと始動補助導体の助けでランプを始動する。
4. 始動後はランプは安定点灯となり、始動ユニットは発光管の熱によってバイメタルは開路状態を維持する（パルスは停止する）。

### 高演色高圧ナトリウムランプ
さらに蒸気圧を高く（約5倍）し、演色性を大幅に改善したもので、演色指数はRa:85になり、白熱電球に似た温かい色の光を放つ。店舗の照明等に利用される。1981年実用化された。
ナトリウムのD線は大部分が吸収されるため、波長分布ではむしろ590 nm付近の光が最も弱くなっている。発光効率はさらに低下するが、それでも白熱電灯の3–4倍はあるとされ、省エネルギー用途で使用されている。各メーカーの専用安定器で点灯する。高彩度型と高演色型があり、安定器も異なっているので注意。